# Aloran
Aloran is een gemeente in de Filipijnse provincie Misamis Occidental op het eiland Mindanao. Bij de laatste census in 2007 had de gemeente ruim 23 duizend inwoners.

## Geografie

### Bestuurlijke indeling
Aloran is onderverdeeld in de volgende 38 barangays:
| - Balintonga - Banisilon - Burgos - Calube - Caputol - Casusan - Conat - Culpan - Dalisay - Dullan - Ibabao - Labo - Lawa-an | - Lobogon - Lumbayao - Macubon - Mahon - Makawa - Manamong - Matipaz - Maular - Mitazan - Monterico - Nabuna - Ospital - Palayan | - Pelong - Roxas - San Pedro - Santa Ana - Sinampongan - Taguanao - Tawi-tawi - Toril - Tubod - Tuburan - Tugaya - Zamora |

## Demografie
Aloran had bij de census van 2007 een inwoneraantal van 23.450 mensen. Dit zijn 323 mensen (1,4%) meer dan bij de vorige census van 2000. De gemiddelde jaarlijkse groei komt daarmee uit op 0,19%, hetgeen lager is dan het landelijk jaarlijks gemiddelde over deze periode (2,04%). Vergeleken met de census van 1995 is het aantal mensen met 1.175 (5,3%) toegenomen.

De bevolkingsdichtheid van Aloran was ten tijde van de laatste census, met 23.450 inwoners op 118,06 km², 198,6 mensen per km².